# دانشگاه بین‌المللی رم
دانشگاه بین‌المللی رم (به ایتالیایی: Università degli Studi Internazionali di Roma) یک دانشگاه خصوصی در ایتالیا است که در رم واقع شده‌است.